# 喜德西站
喜德西站（羅馬化：Xit Ddop Bbu Jji Bba Jop Zhap）是成昆铁路新建复线峨广铁路上的车站，位于中华人民共和国四川省凉山彝族自治州喜德县冕山镇新桥村。2022年12月26日，喜德西站正式投入使用。

## 车站结构
喜德西站站房地上二层、局部地下一层，建筑面积约5000平方米。站房外立面设计融入彝族特色牛羊角元素和漆器文化。候车室最高聚集人数500人。喜德西站站场规模2台4线，站场部分建于4线大桥上。